# أندري ألكسندروفيتش نيكولايف
أندري ألكسندروفيتش نيكولايف (بالروسية: Николаев, Андрей Александрович)‏ هو لاعب كرة قدم روسي في مركز الهجوم، ولد في 30 أغسطس 1982 في لومونوسوف في روسيا. لعب مع إف سي موسكو وزينيت سانت بطرسبرغ وسيبير نوفوسيبيريسك ونادي سكونتو.